# هيرمان شيفر
هيرمان شيفر (بالألمانية: Hermann Schaeffer) (و. 1824 – 1900 م) هو رياضياتي، وفيزيائي، وأستاذ جامعي من الإمبراطورية الألمانية . ولد في فايمار.
توفي في ينا ، عن عمر يناهز 76 عاماً.

## مناصب وهيئات
أدار جامعة ينا.